# 대니얼 길리스
대니얼 길리스(Daniel Gillies, 1973년 3월 14일 ~ )는 뉴질랜드의 배우이다.